# Israel Wijnschenk
Israel Wijnschenk (Amsterdam, 24 november 1895 - Auschwitz, 31 januari 1943) was een Nederlands gymnast. Hij nam eenmaal deel aan de Olympische Spelen, maar won bij die gelegenheid geen medailles.
Wijnschenk, die van joodse komaf was, was lid van gymnastiekvereniging BATO in Amsterdam. Hij nam deel aan de Olympische Zomerspelen in 1928. Wijnschenk kwam in de Tweede Wereldoorlog om in concentratiekamp Auschwitz.
Hij was werkzaam als diamantslijper en was gehuwd met Marianna Peeper (Amsterdam, 31 augustus 1901 – Auschwitz, 1 oktober 1942). Het paar kreeg een dochter, Hendrika (19 februari 1929 – Auschwitz, 1 oktober 1942). Ook zijn ouders overleefden de oorlog niet.